# Nightwing (album)
Nightwing este al V-lea album de studio al trupei suedeze de black metal Marduk. Albumul a fost lansat în anul 1998 de Osmose Productions.

## Tracklist
Chapter I - Dictionnaire Infernal
1. "Preludium" – 2:09
2. "Bloodtide (XXX)" – 6:43
3. "Of Hells Fire" – 5:22
4. "Slay the Nazarene" – 3:48
5. "Nightwing" – 7:34

Chapter II - The Warlord of Wallachia
1. "Dreams of Blood and Iron" – 6:19
2. "Dracole Wayda" – 4:07
3. "Kaziklu Bey (The Lord Impaler)" – 4:02
4. "Deme Quaden Thyrane" – 5:06
5. "Anno Domini 1476" – 2:13

## Componență
- Erik "Legion" Hagstedt  - voce
- Morgan Steinmeyer Håkansson - chitară
- Bogge "B. War" Svensson - bas
- Fredrik Andersson - baterie